# Porpidia
Porpidia is een botanische naam voor een geslacht van korstmossen behorend tot de familie Lecideaceae. De typesoort is Porpidia trullisata.

## Soorten
Het geslacht bestaat volgens Index Fungorum uit de volgende 40 soorten (peildatum februari 2023):
| Soortnaam                                       | Auteur(s)                       | Publicatiejaar |
| ----------------------------------------------- | ------------------------------- | -------------- |
| Porpidia albocaerulescens                       | (Wulfen) Hertel & Knoph         | 1984           |
| Porpidia cinereoatra (Dijkenblauwkorst)         | (Ach.) Hertel & Knoph           | 1984           |
| Porpidia circumnigrata                          | (Vězda) Kneževi? & Mayrhofer    | 2008           |
| Porpidia contraponenda (Uitgebreide blauwkorst) | (Arnold) Knoph & Hertel         | 1984           |
| Porpidia crustulata (Kleine blauwkorst)         | (Ach.) Hertel & Knoph           | 1984           |
| Porpidia degelii                                | (H. Magn.) Lendemer             | 2014           |
| Porpidia flavicunda                             | (Ach.) Gowan                    | 1989           |
| Porpidia flavocruenta                           | Fryday & Buschbom               | 2005           |
| Porpidia grisea                                 | Gowan                           | 1989           |
| Porpidia hydrophila                             | (Fr.) Hertel & A.J. Schwab      | 1984           |
| Porpidia hypostictica                           | L. Hu & Z.T. Zhao               | 2015           |
| Porpidia irrigua                                | Orange                          | 2014           |
| Porpidia islandica                              | Fryday                          | 2005           |
| Porpidia littoralis                             | P.M. McCarthy & Elix            | 2018           |
| Porpidia lowiana                                | Gowan                           | 1989           |
| Porpidia macrocarpa (Granietblauwkorst)         | (DC.) Hertel & A.J. Schwab      | 1984           |
| Porpidia melinodes                              | (Körb.) Gowan & Ahti            | 1993           |
| Porpidia nadvornikiana                          | (Vězda) Hertel                  | 1984           |
| Porpidia navarina                               | U. Rupr. & Türk                 | 2016           |
| Porpidia ochrolemma                             | (Vain.) Brodo & R. Sant.        | 1995           |
| Porpidia pachythallina                          | Fryday                          | 2005           |
| Porpidia platycarpoides (Platte blauwkorst)     | (Bagl.) Hertel                  | 1987           |
| Porpidia rugosa                                 | (Taylor) Coppins & Fryday       | 2005           |
| Porpidia seakensis                              | Fryday                          | 2020           |
| Porpidia shangrila                              | Xin Y. Wang & Lu L. Zhang       | 2012           |
| Porpidia soredizodes (Dunne blauwkorst)         | (Lamy ex Nyl.) J.R. Laundon     | 1989           |
| Porpidia speirea                                | (Ach.) Kremp.                   | 1861           |
| Porpidia squamosa                               | Xin Y. Wang & Lu L. Zhang       | 2012           |
| Porpidia stephanodes                            | (Stirt.) Hertel                 | 1984           |
| Porpidia striata (Gestreepte blauwkorst)        | Fryday                          | 2005           |
| Porpidia submelinodes                           | Osyczka & Olech                 | 2011           |
| Porpidia subsimplex                             | (H. Magn.) Fryday               | 2006           |
| Porpidia superba                                | (Körb.) Hertel & Knoph          | 1984           |
| Porpidia thomsonii                              | Gowan                           | 1989           |
| Porpidia trullisata                             | (Kremp.) Körb.                  | 1855           |
| Porpidia tuberculosa (Dikke blauwkorst)         | (Sm.) Hertel & Knoph            | 1984           |
| Porpidia ulleungdoensis                         | S.Y. Kondr., Lőkös & J.P. Halda | 2019           |
| Porpidia umbonifera                             | (Müll. Arg.) Rambold            | 1989           |
| Porpidia vulcanoides                            | Hertel & Fryday                 | 2014           |
| Porpidia zeoroides                              | (Anzi) Knoph & Hertel           | 1984           |